# Krümpersystem

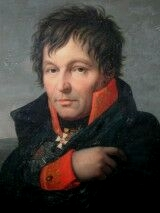
Gerhard von Scharnhorst.

Krümpersystem var en åtgärd som den preussiska krigsstyrelsen tillgrep för att utbilda ett stort antal soldater och därigenom kringgå den restriktion landet belagts med genom en konvention av den 8 september 1808.
Genom konventionen var den preussiska regeringen förbunden att inte hålla en större armé än 42 000 man. Regeringen började då hemförlova soldater, som tjänstgjort en kortare tid, och som kallades "krümper". I deras ställe inkallades rekryter, vilka snart åter skickades hem. På detta sätt lyckades man, utan att överskrida den fastställda tjänstgörande styrkan, och med många befäl, utbilda så många soldater att Preussen direkt vid krigsutbrottet 1813 kunde skicka ut mer än 100 000 man i fält.
Krümpersystemets upphovsman var generalmajoren och chefen för krigsdepartementet Gerhard von Scharnhorst.
Benämningen "krümper" användes redan under Fredrik II:s tid. Krümperhästar var hästar, utöver det av staten bestämda antalet, som varje skvadron och batteri i tyska armén var skyldig att hålla i fredstid. De uttogs bland före detta ridhästar och användes som draghästar.